# 伊佩库尔
伊佩库尔（法語：Ippécourt，法語發音：[ipekuʁ]）是法国默兹省的一个市镇，位于该省中西部，属于巴勒迪克区。

## 地理
伊佩库尔（49°2'9"N, 5°12'39"E）面积10.62 平方千米，位于法国大東部大區默兹省，该省份为法国西北部内陆省份，北与比利时接壤，西接马恩省和阿登省，南至上马恩省和孚日省，东临默尔特-摩泽尔省。
与伊佩库尔接壤的市镇（或旧市镇、城区）包括：艾尔河畔欧特雷库尔、瑞尔韦库尔、拉瓦、尼贝库尔、奥什、巴鲁瓦地区圣安德烈、莱苏埃姆-朗蓬、苏伊、瓦德兰库尔。

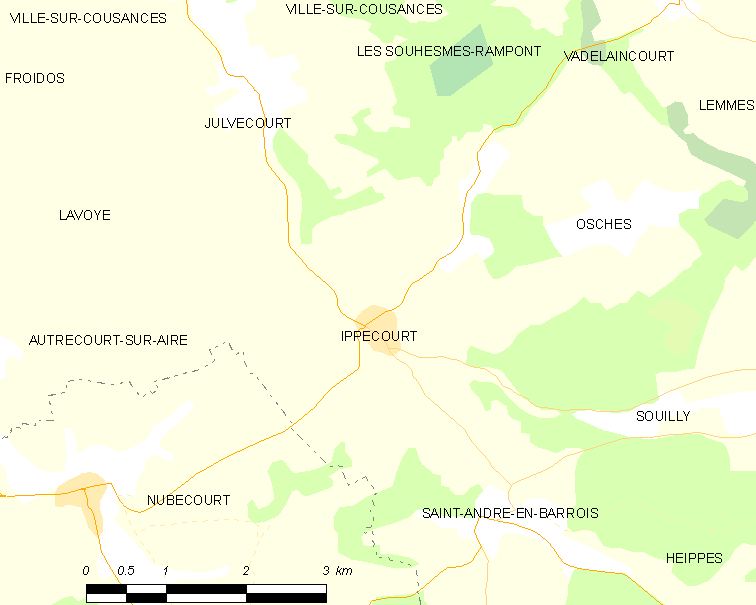
伊佩库尔的OSM定位图

伊佩库尔的时区为UTC+01:00、UTC+02:00（夏令时）。

## 行政
伊佩库尔的邮政编码为55220，INSEE市镇编码为55251。

## 政治
伊佩库尔所属的省级选区为默兹河畔迪约县。

## 人口

1962-2008年间伊佩库尔人口变化图示

伊佩库尔于2022年1月1日时的人口数量为94人。